# Катарина Белгика от Орания-Насау
Катарина Белгика от Орания-Насау (на немски: Katharina Belgica von Nassau; * 3 юли 1578, Антверпен; † 12 април 1648, Хага) е принцеса от Дом Насау (Оранско-Насауски дом) и чрез женитба графиня на Ханау-Мюнценберг.

## Живот
Тя е третата дъщеря на Вилхелм Орански (1533 – 1584) и третата му съпруга Шарлота дьо Бурбон-Монпенсиер (1546 – 1582).
Катарина Белгика се омъжва на 23 октомври / 3 ноември 1596 г. в Диленбург за граф Филип Лудвиг II фон Ханау-Мюнценберг (1576 – 1612). След смъртта на нейния съпруг през 1612 г. тя води сама опекунството за малолетния си син Филип Мориц до 1627 г. Тя остава в Графство Ханау-Мюнценберг до 1634 г. Заради Тридесетгодишната война Катарина Белгика бяга с голяма част от фамилията в Нидерландия при полубрат си принц Фредерик Хендрик Орански (1584 – 1647), който там е щатхалтер. Там тя умира на 12 април 1648 г. на 69 години и е погребана на 5 май 1648 г. в Новата църква в Делфт.

## Деца
Катарина Белгика си граф Филип Лудвиг II фон Ханау-Мюнценберг имат децата:
- Шарлота Луиза (1597 – 1649, Касел), неомъжена
- дъщеря (*/† 1598)
- Филип Улрих (1601 – 1604)
- Амалия Елизабет (1602 – 1651), омъжена 1619 г. за ландграф Вилхелм V фон Хесен-Касел (1602 – 1637)
- Катарина Юлиана (1604 – 1668), омъжена

1. 1631 за граф Алберт Ото II фон Золмс-Лаубах (* 29 юни 1610; † 1639)
2. 1642 за Мориц Кристиан фон Вид-Рункел (* 10 януари 1620; † 25 януари 1653)

- Филип Мориц (1605 – 1638), наследник, женен в 1627 г. за Сибила Кристина фон Анхалт-Десау (1603 – 1686)
- Вилхелм Райнхард (1607 – 1630, Аахен)
- Хайнрих Лудвиг (1609 – 1632 при обсадата на Маастрихт)
- Фридрих Лудвиг (1610 – 1628, Париж)
- Якоб Йохан (1612 – 1636, убит при Заберн (Саверн), Елзас)